# Maayan Harod
Maayan Harod (en hébreu : מעין חרוד) est une source d'eau située aux pieds du mont Guilboa, non loin du village de Guidona. Elle fait partie des parcs nationaux d'Israël.
Maayan Harod est mentionnée pour la première fois dans les écrits bibliques, lors du combat de Gédéon contre les Madianites -Livre des Juges[(7/1)-.
En 1260, elle est le cadre d'un combat historique décisif qui vit la victoire de Baybars, soldat au service du sultan mamelouk Qutuz, sur les armées mongoles. Il s'agit ici de la première grosse défaite mongole.
Après l'achat des terres alentour par Yéhoshoua Henkin en 1920, des pionniers viennent s'installer sur les lieux fonder le kibboutz Eïn-Harod.
Maayan Harod surgit d'une petite grotte portant le même nom, et au-dessus de laquelle se tient le bâtiment qui servit de domicile à Yéhoshoua Henkin. Cette dernière abrite aujourd'hui une école d'agriculture et une des succursales de la société protectrice de la nature israélienne. Dans la cour adjacente sont enterrés Yéhoshoua Henkin et son épouse Olga.
À l'est de la source on peut voir les restes d'un conduit d'eau qui, jusqu'aux années 1930 alimentait un moulin à farine.